# カルカノM1938
カルカノM1938(Carcano Mod. 1938)は、第二次世界大戦にイタリア王国で制式採用されたボルトアクションライフルで、1891年に設計されたカルカノM1891の派生型として1938年に開発された。

## 開発経緯
第二次世界大戦以前までイタリア軍が使用していた制式小銃は口径6.5 mmのカルカノM1891が主力だった。しかし、1936年のエチオピア侵攻でエチオピア兵と戦っていたイタリア軍兵士からの報告で「6.5 mm弾では遠距離から射撃してもエチオピア兵がなかなか倒れない」「数発敵に喰らわせたのにラクダに乗って突っ込んできた」など威力不足の指摘と改善を求められた。イタリア軍上層部もそれを聞き入れ、新型小銃の開発に乗り出した。
ただし、エチオピア侵攻時のイタリア軍は練度が低く、相対距離が狭まってくるにもかかわらず照尺を調整しなかったなど、射手の技量未熟に起因する命中率の低さが苦戦の原因であり、銃の威力と性能は直接の原因ではなかった、と後に分析されている。

## 開発
開発に当たっては、まず威力と射撃性能の向上が要求された。しかし、機関部に関しては変更はなく、6.5 mm弾と同じ腔圧で撃つように計画された。弾丸は6.5 mm弾をスケールアップした7.35 mm弾が採用されたが、装薬の燃焼圧力が以前のままなので初速が下がり、弾道はよりドロップ（沈下）することとなった。そこで、弾丸のチップ（先端部分）にアルミを使用し、重量を6.5 mm弾と同じにするという方式を取った。弾丸の先端が軽いので弾丸の重心が後部に偏り、命中すると弾丸が横転することで対人殺傷能力は向上した反面、装甲目標に対しての威力が低下することになった。
また、M1938の特徴として、弾道のドロップ対策として、銃口に近づくほど（＝弾丸の加速につれて）、銃身のライフリングのツイスト（ピッチ）がきつくなるという、凝った作りだった。しかし、製造に手間がかかるわりに、さしたる効果は無かった。

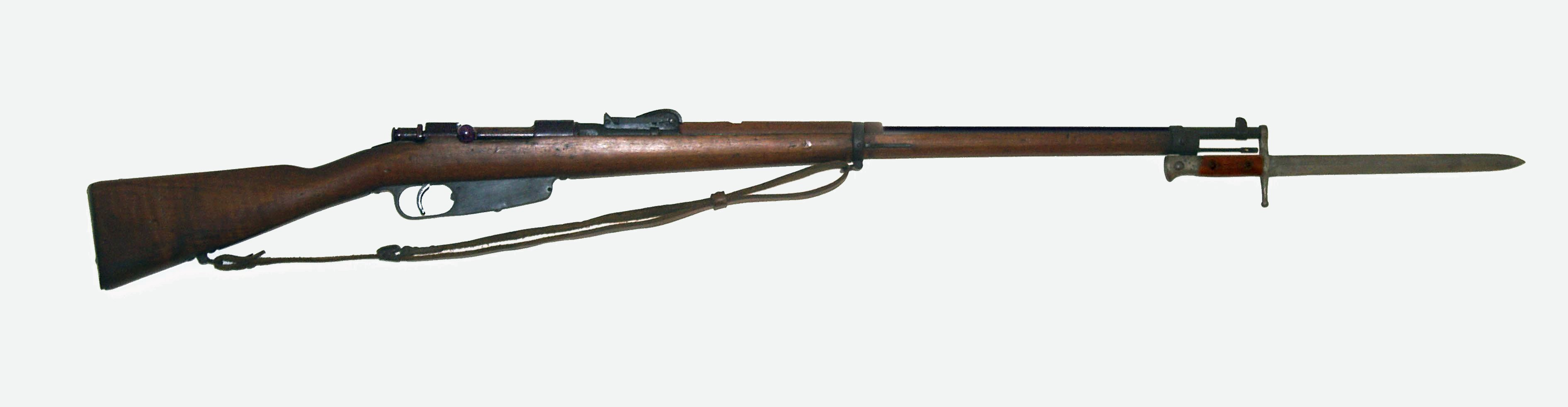
カルカノM1891（銃剣装着状態）

使用弾薬の口径変更に合わせて各部を改設計した以外は銃本体の構造はカルカノM1891とほぼ同じだが、M1891に対する「全長が長すぎる」「長すぎて取り回しが不便」という現場の不満から、全長を短縮した「騎兵銃」様式（＝短小銃。歩兵銃と騎兵銃の共用化。そのためM1938短小銃には騎兵銃型は無い）とされ、全長はM1891の1,290 mmから1,020 mmと大幅に短縮された。また、照尺が簡易な300 m固定式に変更されたため、命中率は期待できなかった。
こうして新型小銃の仕様は一応の完成を見たが、M1891が大量に配備されていたことや第二次世界大戦の始まりなどが重なり開発は延々と進まなかった。上層部では新型のライフルを開発するよりM1891をボアアップ（口径拡大）するべきとの意見も出たが果たせず、イタリア軍は基本的に口径6.5 mmのM1891系列（M1891とM1891/38）で連合軍と戦う羽目になった。
採用年度は諸説あり不明であるが、正式名称がM1938であることから本銃が計画された1938年が最も有力である。

## 運用
実際の戦闘に投入された結果、歩兵用小銃としての対人戦闘においては全く問題ないとされたが、装甲車両や戦闘機に対しての戦闘も多かったため、威力不足が問題となった。
部隊への配備にあたっても、戦争中に規格が異なる2種類の弾薬を使用することは補給兵站と装備の管理を混乱させ、また7.35mm弾の不足など、実用上の問題を多々発生させることとなった。
そして1940年に、全てのライフルと弾薬の口径が6.5 mmに再統一された。それにともない、口径7.35 mmのM1938短小銃も6.5×52 mm弾仕様が生産された。
またアフリカ戦線向けに生産されたM1938短小銃の一部には、ドイツの7.92×57 mmモーゼル弾仕様の物も存在した。
ロシア戦線で活動するいくつかのイタリア部隊は、口径7.35 mmのM1938短小銃で武装していたが、それらも1942年には口径6.5 mm装備に交換された。
しかし、結局、口径7.35 mmのM1938短小銃は弾薬も含めて、戦時中の生産数も285,000挺と、少なく、わずかに配備されただけで、1943年9月にイタリアは連合軍に降伏することとなった。
7.35 mm仕様と6.5 mm仕様の区別のために、固定式リアサイトの前方に、それぞれ「CAL.7,35」「CAL.6,5」と、刻印してある。
M1938には、銃本体右側面にライフルグレネードの発射器を取りつけられるようになっていた。そのため、ライフルグレネードを装着すると重心が右側に偏り、非常に撃ちにくかった。また、発射は空砲のガス圧で行うが、撃発は銃本体のボルト（遊底）を取り外してライフルグレネードに装着する必要があった（ボルトの撃発装置を流用した）。つまり、ライフルグレネードを使う時には銃本体を使用できなかった。

## フィンランドでの運用
約94,500挺のカルカノM1938がフィンランドに送られた。現地ではそれらはテルニ騎兵銃の名で知られた。
それらは冬戦争（1939年-1940年）の間、主に警備部隊と兵站部隊で使われた。
いくつかの前線部隊では兵器不足の問題があったが、「銃器を使い慣れていない一般兵に支給する固定サイトの大量生産小銃」というイタリアの設計コンセプトに反して、射撃の伝統があり、銃器を使い慣れているフィンランド兵はこの小銃を嫌っていた。
7.35x51mmという標準的でない口径の弾薬を使用するので、前線部隊への弾薬補給の維持に問題があったことと、リアサイトが調整不可能な300 m固定照準なので、様々な距離で生起する遭遇戦での精密射撃に用いるには全く適していなかったからであった。なお、この300 m固定照準は、イタリア語版Wikipediaでは、200 m固定照準となっている。これはどちらが正しいというよりも、おそらくこの固定照準を300 mの距離で使用しても当たらないので200 mの距離で使用したという意味だと考えられる。さらに、フィンランド軍では、これを150 m固定照準として使用したとされる。
また、フィンランド兵はこの弾薬が標的に対して散布界が広過ぎることにも不満があった。
可能ならばいつでも、フィンランド兵は戦場で鹵獲した兵器を使用する方を好んだ。それには、敵であるソ連の標準小銃であるモシン・ナガンも含んだ。少なくともモシン・ナガンには7.62x54 mmR弾を使用できる有利さがあった。
継続戦争が勃発したことによって、フィンランド陸軍首脳部は残っているM1938を、対空用・沿岸防衛用・その他・第二戦級（民間防衛）部隊用として、フィンランド海軍に譲渡した。固定サイトをフィンランド人が使い慣れてる調整可能のアイアンサイトに改修する試しもあったが、費用対効果は低いと判断されて中止された。
第二次世界大戦後、フィンランドは残った約74,000挺のM1938の全てを売却した。

## その後

ライフルスコープを装着した、カルカノM91/38（6.5x52 mm弾仕様）。ケネディ大統領暗殺事件に使用されたとされる銃

カルカノM91/38を手にしているオズワルド

イタリアの降伏後、倉庫には多くのカルカノM1938が眠っていた。その大半は各国に転売され、特に銃マニアが多いアメリカに輸出されていった。そして、このカルカノM91/38（6.5x52 mm弾仕様）は、第35代アメリカ合衆国大統領ジョン・F・ケネディの暗殺事件の犯人であるとされるリー・ハーヴェイ・オズワルドが通信販売で購入し、日本製の4倍率スコープを装着して狙撃に使用したとされたことで有名になった。
また北アフリカ戦線に派遣されたイタリア軍の主要装備であった本銃は戦場に大量に遺棄され、現地住民に回収されてアルジェリア戦争における民族解放戦線側の主要武器となった。

## 登場作品

### 映画
『炎の戦線エル・アラメイン』

### ゲーム
『JFK: Reloaded』
『コール オブ デューティ2 ビッグ レッド ワン』
イタリア軍のボルトアクションライフルとして登場する。プレイヤーが使用できるのは、一部のキャンペーンでのみ。
『メダル・オブ・オナー アライドアサルト リロード2ND』
　『ドールズフロントライン』
　　星5ライフルとして登場。
『Enlisted』
チュニジアキャンペーンにて、枢軸軍でカルカノMod.38として使用可能